# Гацко
Гацко (босн. Gacko, серб. Гацко / Gacko, хорв. Gacko) — город на юго-востоке Боснии и Герцеговине. Административный центр одноимённой общины в регионе Требине Республики Сербской.

## География
Город расположен недалеко от Черногории. Гацко расположен у подножия горы Бьелашница.

## Население
Численность населения города по переписи 2013 года составила 5 784 человека, общины — 9 734 человека.
Этнический состав населения города по переписям населения:
| Год переписи | Всего | Сербы (см. Сербы в Боснии и Герцеговине) | Славяне-мусульмане | Хорваты (см. Хорваты в Боснии и Герцеговине) | Югославы    | Прочие      |
| ------------ | ----- | ---------------------------------------- | ------------------ | -------------------------------------------- | ----------- | ----------- |
| 1991         | 4,584 | 2,253 (49.14 %)                          | 2,144 (46.77 %)    | 28 (0.61 %)                                  | 78 (1.70 %) | 81 (1.76 %) |